# マガディーラ 勇者転生
『マガディーラ 勇者転生』（マガディーラ ゆうしゃてんせい、原題:Magadheera）は、2009年に公開されたインドのテルグ語ロマンティック・アクション映画。S・S・ラージャマウリが監督を務め、脚本は父親のV・ヴィジャエーンドラ・プラサードが務めた。輪廻を題材にしており、ラーム・チャラン、カージャル・アグルワール、デヴ・ギル、シュリハリが出演している。
撮影監督としてK・K・センティル・クマール、編集技師としてコータギリ・ヴェンカテーシュワラ・ラーウが参加し、アクション・シーンはピーター・ハインとラム・ラム・ラクシュマンが指導している。特殊効果はR・C・カマルカンナンがアデル・アディリとピート・ドレイパーの補佐を受けて作成し、テルグ語映画で初めて「ビジュアル・エフェクト・プロデューサー」がクレジットされた。
映画は4億ルピーの製作費をかけて製作され、興行収入は15億ルピーを記録し、2013年に『Attarintiki Daredi』が公開されるまでの間、テルグ語映画興行収入記録第1位を維持していた。また、公開日数は1000日間を記録し、2005年公開の『チャンドラムキ 踊る!アメリカ帰りのゴーストバスター』の記録を抜くロングランとなり、テルグ語映画として初めてBlu-ray化された。さらに第57回国家映画賞では振付賞と特殊効果賞、第57回フィルムフェア賞 南インド映画部門で6つの賞、ナンディ賞で9つの賞、CineMAA賞で10の賞を受賞している。

## あらすじ

### ハイデラバード
2009年、ハイデラバード。バイクレーサーの青年ハルシャはレースの賭金を持ち逃げしようとした胴元レシュマから賭金を取り戻し、バイクレースに参加するため友人と共に空港に向かう。その途中、バスを待つ女性の手に触れたハルシャは不思議な感覚に陥り、バス停に戻り女性を探す。彼はその場にいた女子大生に行方を尋ねるが、その女性こそが探していた女性インドゥだった。インドゥは自分を探すハルシャを不審に思い、「インドゥの友人」と名乗り彼をからかおうとする。しかし、交流を重ねるうちにハルシャが本気で自分のことを想っていることに気付き、次第に好意を寄せるようになる。
同じころ、インドゥの父プラタープは奪われた土地の権利を取り戻すため姉夫婦に対して訴訟を起こしたため、甥のラグヴィールに命を狙われる。しかし、インドゥに一目惚れしたラグヴィールは彼女を手に入れるためプラタープに取り入ろうと考え、自分の考えに反対した父を殺し、プラタープに「父が急死したので土地を返還する」と詫びを入れる。父娘の信頼を得たラグヴィールはインドゥを手に入れようとするが、謎の戦士に斬りつけられる幻影を見るため彼女に触れることができなかった。不審に思ったラグヴィールはタントラ教の祈祷師ゴーラに相談を持ちかけ、自分が400年前にウダイガル王国のミトラヴィンダ王女を手に入れようとして死んだラナデーヴ将軍の生まれ変わりだと聞かされる。ラグヴィールはミトラヴィンダの生まれ変わりであるインドゥを手に入れるため、400年前に王女を守るため自分を殺した戦士カーラ・バイラヴァの生まれ変わりを殺そうとする。
ラグヴィールは部下たちを連れて街中を捜索し、そこでハルシャと出会う。彼がインドゥにアプローチしていることを知ったラグヴィールは彼を殺そうと槍を投げるが、狙いが逸れて配電盤に命中してパニックが起き、ハルシャを見失ってしまう。一方、ハルシャはバスに乗ったインドゥの手に触れて再び不思議な感覚に陥り、パニックで逃げ出した馬に乗りバスを追いかけ、インドゥの正体が「インドゥの友人」だと知る。ハルシャは自分をからかっていたインドゥに仕返しするため「インドゥに出会えた」と嘘をつき、彼女をゴールコンダに誘い出して友人と一芝居打つ。2人は両想いになるが、そこに偶然プラタープが現れて「インドゥがハルシャに襲われている」と勘違いし、ハルシャも彼女との仲を引き裂こうとしたプラタープを殴ってしまう。
ハルシャはプラタープの元を訪れて謝罪して結婚を認めてもらうが、直後にプラタープはラグヴィールに殺され、彼によってプラタープ殺しの濡れ衣を着せられてしまう。ショックを受けたインドゥはラグヴィールと共に父を搬送するためヘリコプターに乗り込む。ハルシャはインドゥの誤解を解くためヘリコプターに飛び乗るが、彼女に手に触れて不思議な感覚に陥ってしまい、その衝撃でヘリコプターから落下する。湖に落ちたハルシャは意識が遠のく中、前世の記憶を思い出す。

### ウダイガル王国
1609年、ウダイガル王国。近衛軍の戦士バイラヴァは王女ミトラヴィンダと互いに想いを寄せていたが、彼女に横恋慕する軍司令官ラナデーヴはバイラヴァを疎ましく思っていた。インド全土の征服を目論むシェール・カーンの侵略軍が迫る中、国王ヴィクラム・シンは武勇を競う競技大会を開催するが、ラナデーヴは民衆の面前でミトラヴィンダのストールを剥ぎ取り辱め、自分の身を守れない彼女に王位を継ぐ資格はないと主張する。彼はストールを無人の馬車に乗せて走らせ、ストールを手に戻ってきた者をミトラヴィンダの婚約者にすることを彼女に認めさせる。バイラヴァは彼女の名誉を守るためラナデーヴからストールを奪い返して勝利し、敗れたラナデーヴは国外に追放される。しかし、武勇のため早死にする家の出身者と娘を結婚させることを躊躇したヴィクラムは、結婚を諦めるようにバイラヴァに伝え、彼はそれを受け入れる。
シェール・カーン軍が迫る中、王国に降りかかる大災厄を取り払うため、ヴィクラムは導師とミトラヴィンダにバイラヴァコーナで祈祷を行うように命じ、バイラヴァを護衛として同行させる。ミトラヴィンダは祈祷の場でバイラヴァに自分への想いを告げて欲しいと告げるが、彼はヴィクラムとの誓いを守り彼女の言葉を聞き入れなかった。そこに伝令が現れ、ラナデーヴがシェール・カーンと手を組み王宮を襲撃し、ヴィクラムが殺されたことを伝える。直後にシェール・カーン軍がバイラヴァたちに攻撃を仕掛け、バイラヴァとミトラヴィンダ以外の兵士たちが全滅する。シェール・カーンは100人斬りの伝説を持つバイラヴァに100人の精鋭を差し向け、勝利すれば2人の命を助けると約束する。
バイラヴァは傷つきながらも100人斬りを成し遂げ、シェール・カーンは彼の武勇に敬意を表して約束を果たそうとする。しかし、ラナデーヴから「王女と王国を引き渡すという誓いを守れ」と迫られ手を引き、ラナデーヴは満身創痍のバイラヴァに襲いかかる。ラナデーヴは自分の妻になることを拒否したミトラヴィンダに短剣を投げつけ致命傷を与え、激怒したバイラヴァに首を斬り落とされる。ミトラヴィンダはバイラヴァに「私の手に触れてほしい」と懇願するが力尽きて崖下に転落し、バイラヴァも彼女を追って飛び降りるが、彼女の手に触れることはできず2人とも崖下に姿を消す。残されたシェール・カーンはバイラヴァの雄姿を称え、彼の転生をシヴァ神に祈願する。

### バイラヴァコーナ
前世の記憶を取り戻したハルシャはシェール・カーンの生まれ変わりの漁師ソロモンに救助される。回復後、ハルシャはラージャスターン州のラグヴィールの屋敷に向かい、彼に対決を宣言する。ラグヴィールの元を訪れたゴーラは「惑星が集まる間インドゥが記憶を取り戻さなければ、永遠に前世の記憶は失われる」と告げるが、それを聞いたハルシャはインドゥを連れ出してバイラヴァコーナに向かう。ハルシャはインドゥに前世の記憶を思い出させようとするが彼女はハルシャを拒絶し、駆けつけたラグヴィールの元に戻ろうとする。しかし、400年前にミトラヴィンダが描いたバイラヴァの壁画を見つけたインドゥは前世の記憶を思い出す。
激高したラグヴィールはハルシャに襲いかかるが、ハルシャの剣技に圧倒される。ラグヴィールの部下はヘリコプターのローターでハルシャを殺そうとするが、助けにきたソロモンに自動車を衝突させられ墜落し、地上にいたラグヴィールの部下たちも逃げ出してしまう。観念したラグヴィールはインドゥを道連れに崖下に飛び降りようとするが、ハルシャが投げつけた剣によってインドゥを掴んでいた腕を斬り落とされ、彼だけが崖下に転落する。ソロモンはハルシャとインドゥを助けようとするが、その場で愛を語り合う2人を見て呆れ返ってしまう。

## キャスト
※括弧内は日本語吹替
- カーラ・バイラヴァ / ハルシャ - ラーム・チャラン（鈴木達央）
- ミトラヴィンダ / インドゥ - カージャル・アグルワール（日笠陽子）
- ラナデーヴ / ラグヴィール - デヴ・ギル（伊藤健太郎）
- シェール・カーン / ソロモン - シュリハリ（岩崎ひろし）
- ゴーラ - ラオ・ラメシュ
- ヴィクラム・シン - サラット・バーブ（英語版）（櫻庭裕士）
- プラタープ・ヴァルマ - スーリヤ（英語版）
- ハルシャの友人 - スニール（西谷修一）
- マン・シン - サミール・ハサン（英語版）

カメオ出演
- 謎のボス - チランジーヴィ（アイテム・ナンバー）[脚注 1]（中村和正）
- レシュマ - ムマイト・カーン（英語版）（アイテム・ナンバー）（小若和郁那）
- ハムサ - キム・シャルマ（英語版）（アイテム・ナンバー）[脚注 2]
- インドゥの隣人 - ブラフマーナンダム[脚注 2]
- サシカラ - ヘマ（英語版）[脚注 2]
- ソロモンの彼女 - サローニ・アスワーニー[脚注 2]

## 製作

### 企画
V・ヴィジャエーンドラ・プラサードはムガル帝国と戦うシヴァージー、ターナージー・マールサレーを描いたマラーティー語映画を鑑賞した。映画ではシヴァージーがシンハガドに撤退する間、ターナージーはムガル帝国軍を引き付け時間を稼ぎ戦死する。彼はこの映画にインスピレーションを得て、女王への忠誠を尽くす戦士の輪廻の物語を執筆した。完成した脚本は、主人公は100人斬りの戦士で、女王を守るため謀反人と戦い戦死し、400年後に転生して再び出会った女王を首席大臣またはメダ・パトカールのような著名な社会活動家にするために奮闘するという内容だった。脚本執筆から15年後、息子S・S・ラージャマウリは父の脚本を採用するが、同時に内容の変更を指示した。ラージャマウリは単なる女王と護衛という関係だった脚本を恋愛物語にするため、女王の設定を王女に変更した。
2008年3月2日に企画が正式に立ち上げとなり、FNCCのB・V・S・N・プラサードとギータ・アーツのアッル・アラヴィンドが共同製作者となった。主要スタッフとしてM・ラトナム、K・K・センティル・クマール、コータギリ・ヴェンカテーシュワラ・ラーウ、M・M・キーラヴァーニが参加している。タイトルは複数の案が検討された後、2009年2月に「Magadheera」に決定した。同月中旬にはタミル語・マラヤーラム語吹替版の公開が計画され、タミル語吹替版のタイトルは1986年公開の『Maaveeran』と同じになった。ギータ・アーツはタミル語吹替版公開のためユダヤニディ・スターリンに協力を求め、彼の経営するレッド・ジャイアント・ムービーズからの配給が決まり、脚本はK・バーギャラージが担当した。マラヤーラム語吹替版は「Dheera—The Warrior」のタイトルで、パラーヴィ・フィルムが配給した。

### キャスティング

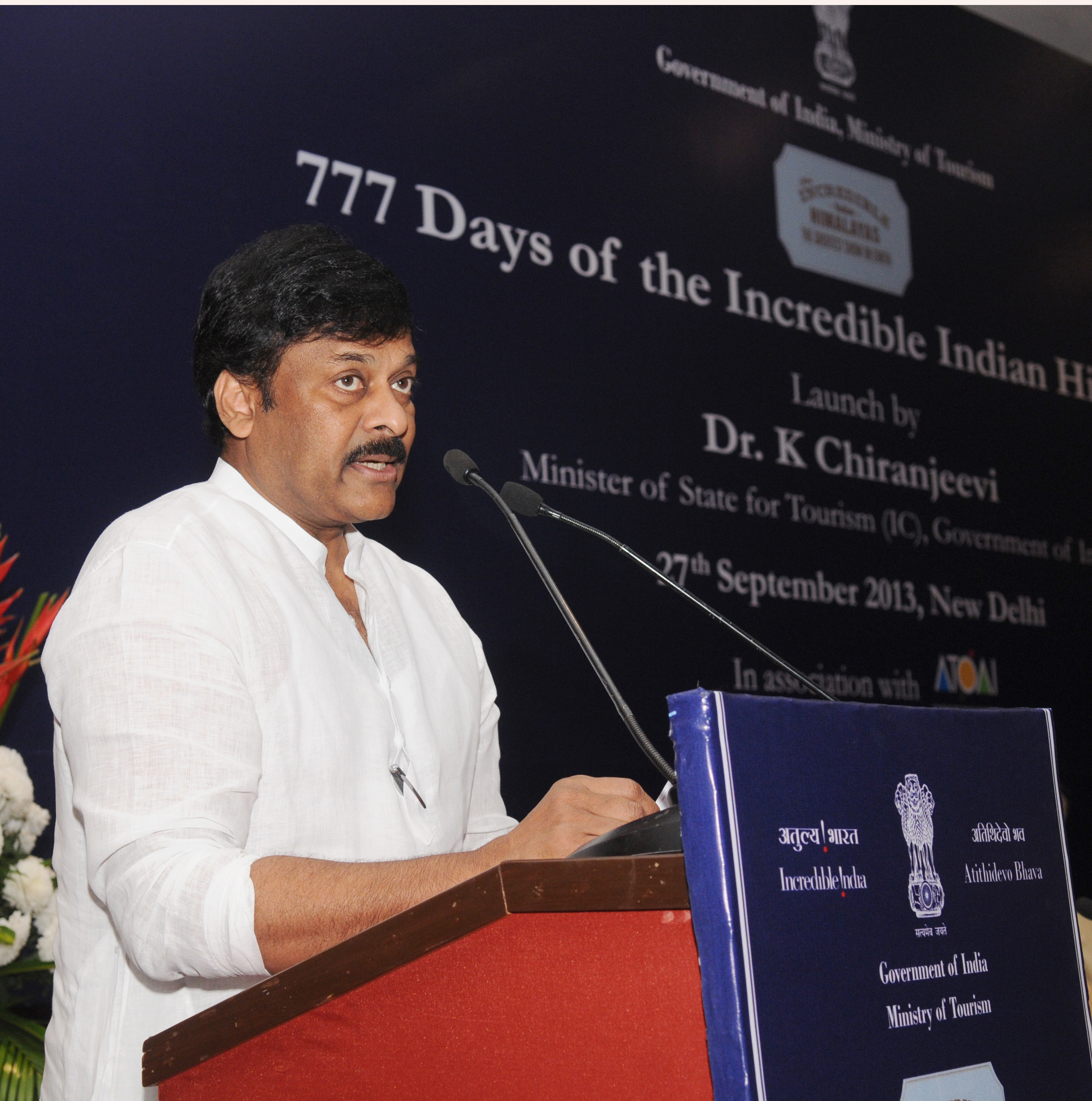
チランジーヴィ

ヒロインのミトラヴィンダ役にはタマンナー・バティアなど多くの女優が検討されたが、最終的にラージャマウリはラーム・チャランのオフィシャル・ショットを撮影した後にカージャル・アグルワールを起用した。ラージャマウリによると、カージャルのテルグ語映画デビュー作『Lakshmi Kalyanam』の撮影終了後、彼女を『ヤマドンガ』に出演させようとしたが、諸事情で実現できなかったという。彼はミトラヴィンダ役について「美しく見え、王女のように見え、そして日程の都合が付く」ことを条件にし、全てを満たした彼女を起用したと語っている。ラージャマウリはカージャルのフォトショットを終えた後、彼女に物語とミトラヴィンダの概要を45分間かけて説明した。その際、ラージャマウリはミトラがバイラヴァに横柄に接する必要があるが、同時に彼に恋をする必要があると説明した。カジャールはラージャマウリの説明を意識して役作りを行い、400年前の王女と現代の女子大生を演じ分けた。彼女は2つの役について、「ユニークで演じ甲斐がある役」と語っている。
悪役にはデヴ・ギルが起用された。ラージャマウリはギルを起用したことで批判されたが、彼は『Krishnarjuna』でのギルの演技を考慮して起用の方針を変えなかった。起用の理由については、「ヒロインが信頼を寄せるような外見である必要があった」と語っている。ギルは映画に出演するに際し、それまで経験のなかった馬術をラモジ・フィルムシティで学んでいる。2008年4月にシュリハリが起用され、6月にはキム・シャルマがアイテム・ナンバーとして出演することが決まった。また、サローニ・アスワーニーがカメオ出演のため3日間撮影に参加し、映画の公開前にラージャマウリの次回作『あなたがいてこそ』のヒロイン役の出演契約を結んでいる。ギルが演じるラグヴィールを助けるタントラ教の祈祷師ゴーラ役には、ラオ・ラメシュが起用された。この他にアイテム・ナンバーとしてムマイト・カーンが起用され、ラーム・チャランの父親チランジーヴィ主演の『ならず者の婿殿』のヒット曲「Bangaru Kodipetta」のリミックス版「Bangaru Kodipetta」のシーンに出演する。さらに同シーンに特別出演として、チランジーヴィが政界進出後に初めて映画に出演している。彼はラージャマウリが「Bangaru Kodipetta」シーンの重要性と完全なシークエンスを説明するまで、映画への出演を躊躇していた。

### 衣装デザイン
ラーム・チャランはキャラクターについて「カーラ・バイラヴァの人格に違いはありませんが、口髭や声の変調、背景のスケール、空気のような小さな変化によって全く異なる外見を与えられ、それが全く違うもののように感じられたことについて話す必要があります。私がカーラ・バイラヴァの説明をされた時に、情熱的な戦士で生まれながらのたくましい体格と権威ある声を持つ若者という印象を持ちました。そして、私たちはそれに取り組みました。私たちはラージャスターン州に行き、土着の文化を観察して彼らの衣装を着て400年前の偉大な歴史と個性を研究し、それに応じて映画を計画しました」と語っている。
カーラ・バイラヴァの鎧をデザインする際、美術監督のR・ラヴィンダールはラーム・チャランの身体を精密に採寸して型を作り、彼の彫像を元に鎧を製作し、パリの漆喰を使用している。美術チームは彫像の衣装をデザインし、チャランがデザインに満足した際に衣装を製作した。衣装デザイナーのラーマ・ラージャマウリ（ラージャマウリの妻）は、映画の素材と衣装作りに取り掛かる前に、400年前の正確なデザインを描くのに1か月間かかったと語っている。また、全ての衣装は彼女がデザインしてハイデラバードで作られており、特にカージャルの衣装は彼女が優雅で明るく見える必要があるため、濃密にデザインされているという。衣装の配色については、撮影監督のK・K・センティル・クマールと一部対立があった。ラーマが戦争中の王女の衣装にベビーピンクとピスタグリーンを採用した際、夫ラージャマウリは彼女の決定に反対したが、最終的に編集を終えた後に彼女の意見を採用している。また、ラーマは王女の衣装には必要以上の宝石を使用しないようにしている。

### 撮影
当初、主要撮影は2008年2月26日からの開始を見込んでいたが3月15日に変更され、最終的に同月19日からラージャスターン州で開始された。グジャラート州のカッチ湿地では10日間撮影が行われた。ラヴィンダールはチェンナイに行き著名な馬車製造の専門家と面会し、映画に登場させる馬車の詳細を伝え意見を求めた。鉄骨の使用を拒否された後、ラヴィンダールは自分で馬車をデザインすることに決め、カメラの位置や技術的な要件に合わせるため、高さの異なる3種類の二輪馬車を用意し、ファイバー素材を使用した。バイラヴァとラナデーヴが馬車に乗らないシーン用に、ラヴィンダールは身長の低いスタッフを選び、スタッフが馬を制御するための隠し部屋を馬車に設計した。ドーラビーラで乗馬のシーンを撮影している間、ラモジ・フィルムシティに作られた3エーカーの撮影セットでは、馬車が流砂に呑み込まれるシーンが撮影された。
クマールはグジャラート州で乗馬のシーンを撮影するための乾燥した土地を探し、ドーラビーラで白い砂粒のある塩田を発見した。撮影チームはマルチ・スズキ・インディアのバンを購入して先頭部を取り外し、ジブと共にカメラを設置して撮影を行った。「Dheera Dheera」のシーンも同地で撮影されることになり、撮影チームは製作サイドに背景用の乾燥した木と2頭の牛を要求した。チャランとキム・シャルマのアイテム・ナンバーは、アンナプルナ・スタジオに300万ルピーかけて作られた漁村のセットで2008年6月下旬に撮影された。ラヴィンダールは、「撮影セットは屋外のように見えるが、屋内に作る必要があった。私はシュリハリの家のための詳細なインテリアとその他28の家を作りました。また、小さなボートと大きな魚も作りました。監督が撮影のために煙を望んだ際には、私は煙を発生させる機械を肩に乗せて屈みながら撮影していました」と語っている。
ラージャスターン州とハイデラバード、カルナータカ州バダミでの重要シーンの撮影が終了した後、ラモジ・フィルムシティにバイラヴァコーナの撮影セットが2008年10月に作られ、12月3日から10日にかけて撮影が行われ、2009年1月1日から再び撮影が行われた。また、チャランが100人斬りをするシーンも撮影されたが、低い角度からの撮影が不可能だったためバンジャラ・ヒルズの22番道路にセットを半分作り撮影を行った。セットは高さ18メートル、長さ30メートルの鉄骨製で、豪雨の中60人のスタッフによって20日間かけて岩盤の上に作られた。シーンに必要な黒土は、トラック20台を使いラモジ・フィルムシティから運び込まれている。

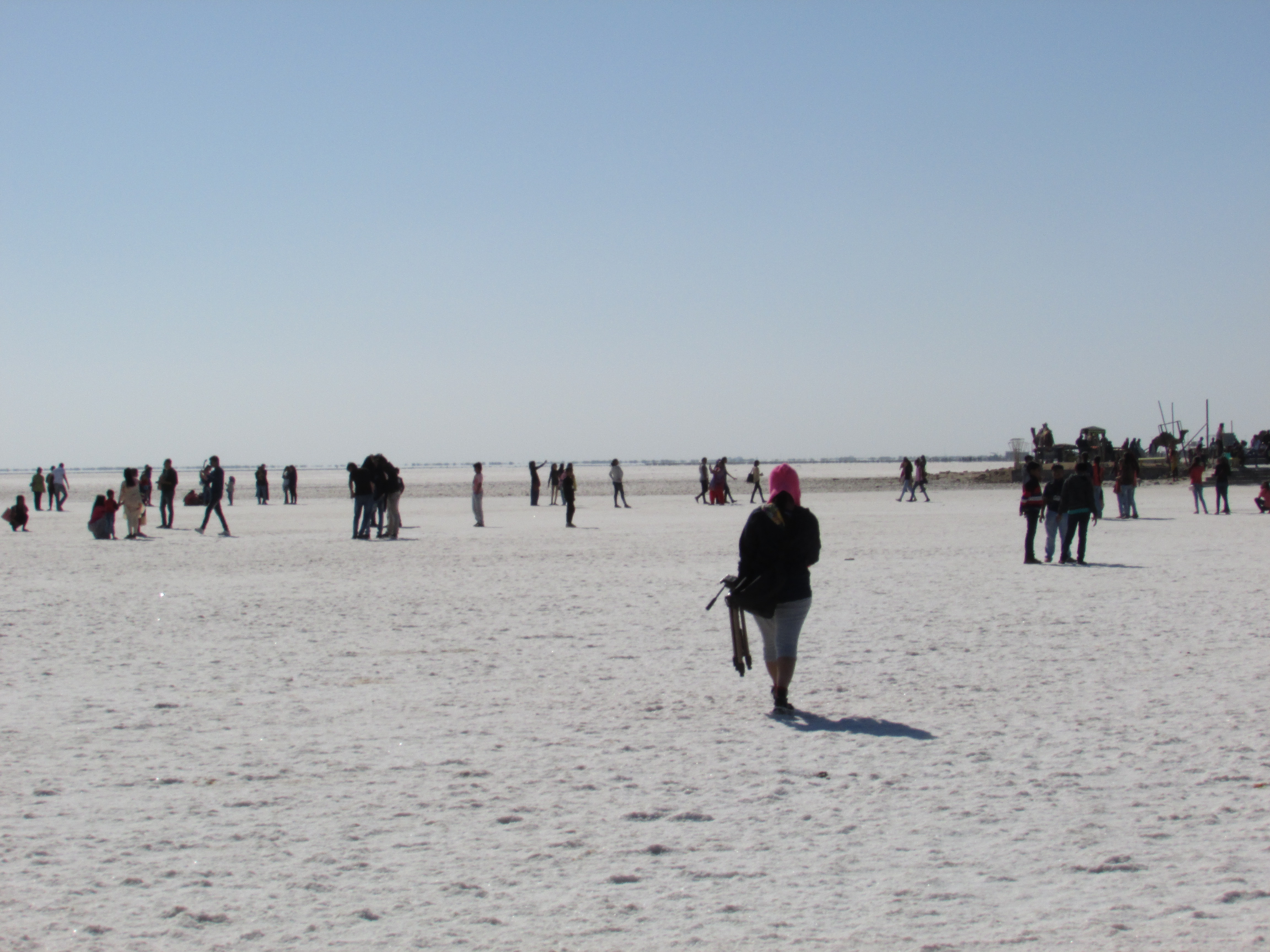
カッチ湿地

ラモジ・フィルムシティでの撮影終了後にセットは解体され、新たにインドゥの家の撮影セットが作られた。これは、撮影用に作られた最後のセットである。2008年9月までに撮影の70%が完了した。チャランとムマイト・カーンの「Bangaru Kodipetta」のシーンはプレム・ラクシータが監督することになり、チェンナイ港で撮影された。2008年11月、ハイデラバード周辺で残りの撮影が続けられていた。12月中旬にはチャランと数人のスタントマンを集めて撮影が行われた。2009年2月中旬までに、歌唱パートを除く脚本部分の撮影が終了した。「Nakosam Nuvvu」のシーンはスイスで撮影され、その間にハイデラバード・ゴールコンダで「Panchadara Bomma Bomma」のシーンが撮影された。この2つのシーンには、共にチャランとカージャルが参加している。クマールはインタビューで、映画の製作は長期間に渡り8か月間以上かかったと語っている。映画には刀剣や弓矢、鎧、袋、食器、履物、アクセサリーなど20万点の小道具が使用され、これらはギータ・アーツの技術者（溶接工、鋳造工、大工、画家、仕立屋、靴屋）160人が2か月間かけて製作したものである。小道具の製作は5人のスタッフが統括していた。
チャランとピーター・ハインは撮影中に負傷している。ハインはアクション・シーンの撮影中に25-28メートルの高さから転落して足を骨折し、4か月間の長期療養が必要と診断された。チャランも別の撮影の際に足を骨折している。ラージャマウリはハインの怪我について、「ピーターは撮影中に事故に遭い、肋骨2本と手、顎を骨折し、全ての歯を失いました。彼は1か月以内に包帯と石膏で顔と身体を覆った状態で戻ってきましたが、手を動かして撮影することができませんでした」と語っている。

### VFX

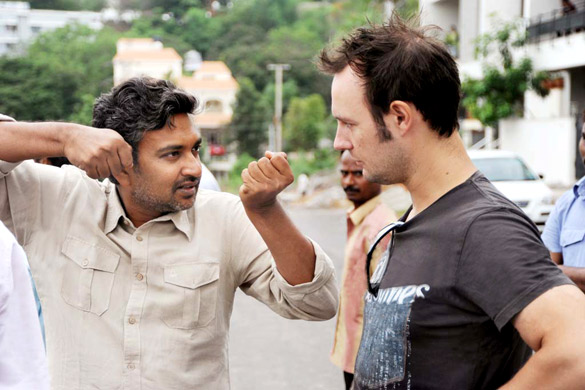
『マッキー』撮影時のラージャマウリとドレイパー

VFXはR・C・カマルカンナンが担当している。『マガディーラ 勇者転生』は、テルグ語映画において初めて「ビジュアル・エフェクト・プロデューサー」とクレジットされた映画である。彼のチームにはチェンナイとハイデラバードのEFX社の160人、海外の専門家5人と62人の専門家グループが参加した。特殊効果とCGは映画全体のうち約100分間使用されている。ウダイガル王国の画面の約15%はカメラで撮影され、残りは全てCGで構成されている。スタジアムのシーンではCG拡張は50%となっており、イタリア人コンセプト・アーティストのマルコ・ロランディはCADを引き、5日後に最初の3Dコンセプトを完成させた。彼がラージャマウリの要求通りのデザインを完成させるまでには、さらに5か月間かかった。同時に『Anji』『Yamadonga』『Arundhati』でカマルカンナンを補佐したイラン人3Dテクニカル・ディレクターのアデル・アディリがウダイガルの街並みを製作している。彼は都市の通りや建物、山、寺院、宮殿、滝、川、門、堀、木などを設計し、ラージャマウリの承認を得て製作を始めている。また、ロランディが設計したスタジアムをインドの美的センスに合わせて再設計している。
『Ghajini』でカマルカンナンを補佐したピート・ドレイパーは、パイプライン・テクニカル・ディレクターとして映画に参加した。同時期、カマルカンナンはイランに行き、アディリと共にスタジアムと街並みのCGを完成させていた。映画の大半はアナモルフィックレンズで撮影されたが、歪みを最小限に抑えるため、スタジアムのシーンではスーパー35mmのカメラとレンズを使用している。スタジアムのシーンのポストプロダクションはプラサードEFXが担当し、レンダーファームが行われた。
ドレイパーは2つの流れで鳥を製作した。一つ目はスタジアムの周囲を飛び続けるもの、もう一つはドームから飛び立つもので、ラージャマウリはいくつかのシーンでこの鳥を使用した。スタジアムの作成を終えると、カマルカンナンは3D都市の撮影のためにアディリのいるイランに向かった。アディリはバイラヴァとラナデーヴが乗る3Dの馬を作成し、ドラパーは群衆の3D作成を担当した。アディリの仕事振りについて、カマルカンナンは「私たちが都市のレンダリングを開始した時、1フレームをレンダリングするのに数時間かかりました。しかし、アディリは配列を修正し、いくつかのアイディアを適用しました。それにより、公開数週間前の7月24日にはレンダリングが完了しました」と語っている。最終的にVFXのために4000万ルピーの費用がかかった。

### 音楽
映画の音楽はM・M・キーラヴァーニが担当している。サウンドトラックには、彼が『ならず者の婿殿』で手掛けた「Bangaru Kodipetta」のリミックス版を含む6曲が収録されている。タミル語吹替版には、さらに3つのトラックがある。テルグ語版サウンドトラックは2009年6月28日にハイデラバードで発表され、タミル語版は2011年4月25日にチェンナイで発表された。

## 作品のテーマ
映画は「輪廻と永遠の愛」をテーマにしている。Rediff.comによると、書き直された脚本の基本的なストーリー展開は「愛は永遠に消えず、世代を越えて続く。愛には常に大きな勝利がある」というものだった。フラッシュバックのシーンは、物語における過去と現在の転換スイッチとして使用された。映画にはインドゥが誤って博物館に保管されているドゥパッタを受け取り、バイラヴァとラナデーヴの乗馬のシーンがフラッシュバックとして現れるシーンがあったが、ラージャマウリはフラッシュバックで2人を認識することは物語を複雑にすると感じたため、ドゥパッタは別のシーンで使用された。
リンキ・バッタチャールヤは、映画の輪廻のテーマを『Madhumati』『Karz』『Karan Arjun』『恋する輪廻 オーム・シャンティ・オーム』と比較している。ハルシャはインドゥに触れることで、現代のハイデラバードから1609年のラージャスターンに飛び、過去の記憶が呼び起こされるが、バッタチャールヤはこのシーンを『Mooga Manasulu』と比較している。ラージャマウリは批評家スバーシュ・K・ジャーに対し、『Karan Arjun』を参考に映画を製作したと語っている。

## 公開
2009年7月31日、ギータ・アーツの配給で世界1,250劇場で公開され、テルグ語映画史上最大規模のリリースとなった。そのうち、アーンドラ・プラデーシュ州が1000劇場を占めている。映画は40か国で公開され、北米では21劇場で公開され、同地域で初めて公開されたテルグ語映画となった。クリシュナ県の全ての劇場には、チャランとチランジーヴィの巨大なポスターが掲示された。ポスターにはチランジーヴィの所属政党の元議員ヴァンガヴィーティ・ラダクリシュナも登場し、公開について政治的に重要な役割を果たした。タミル語・マラヤーラム語吹替版は2011年5月27日にそれぞれ100スクリーン、50スクリーンで公開された。
サプライム・ミュージックのオーナーであるラージュ・ヒラーニは映画の海外配給に参加し、アメリカの配給会社ブルー・スカイ・フィルムに配給権を渡した。アメリカ以外の国（イギリス、アイルランド、オーストラリア、ニュージーランド、中東、シンガポール）への配給権はクリシュナ・プロダクションが獲得した。オーストラリアとニュージーランドの配給権売却はトリー・フィルムが担当し、シンガポールの配給権はプラガティ・フィルムに売却された。湾岸諸国とクウェートの配給権はK・A・チョーダリーに売却された。レッド・ジャイアント・ムービーは『Maaveeran』、パラーヴィ・フィルムは『Dheera—The Warrior』の配給を担当した。一方、カンナダ語吹替版の配給を担当したヴィジャイクマールは、カンナダ映画商工会議所の規則を破り21スクリーン以上で非カンナダ語映画を上映したため21スクリーン分以上の収益は没収され、彼には21スクリーン分の収益のみが与えられた。また、ヴィジャイクマールはカンナダ映画商工会議所の事務局長を解任される懲戒処分を受けた。
徴税官のガウラブ・ウッパールは劇場関係者と配給関係者を召集し、映画のブラックマーケットのチケット売買について警告した。これは、現地の有力者たちが映画のチケットを不法に買い占める事態が生じたためであり、警察や徴税官などで構成される特別チームがチケット売り場に配置され、チケットが1人1枚に販売されていることを確認するようにした。公開前日には、チャランの熱狂的ファンがチケットの事前販売を求めるデモを起こしたが、劇場側が要求を拒否してチケット販売の行列に並んだ場合のみ販売することを明言した。
日本では2018年8月31日に公開された。ラージャマウリは2018年4月に『バーフバリ 王の凱旋』の公開イベントで来日した際、同作が日本のファンから熱狂的に受け入れられたことに感動して『マガディーラ 勇者転生』の日本公開を希望したという。彼はインドに帰国後、日本公開用に映画を再編集したディレクターズ・カット国際版を作成している。

## 評価

### 興行収入
アーンドラ・プラデーシュ州では公開第1週で2億ルピーの興行収入を記録し、そのうちニザーム地域では7100万ルピーを記録している。16センターでは国内記録を越える1000万ルピーの収益を上げている。公開21日後のアーンドラ・プラデーシュ州の興行収入は3億8150万ルピーを記録した。公開第4週末には映画がブロックバスターになったことが宣言され、28日目に4億3560万ルピー、35日目には4億7080万ルピーの累計興行収入を記録した。公開50日目には興行収入6億5000万ルピーを記録した。
公開100日後には、衛星放送及びオーディオ権利を除いた合計興行収入は10億4000万ルピーを記録した。その時点で、タミル・ナードゥ州では2007年公開の『ボス その男シヴァージ』（公開100日時点の興行収入6億5000万ルピー）を抜き、2008年公開の『Ghajini』（同20億ルピー）に次ぐ第3位の記録を樹立した。公開175日目にさらに5億8000万ルピーの収益を上げた。カルヌールのヴィジャヤラクシュミ劇場では2010年7月31日に上映1年目を迎え、2012年4月26日には上映1000日を迎えている。世界市場では7億3100万ルピーの興行収入を記録し、合計興行収入は15億ルピーとなった。この興行収入はテルグ語映画史上最高額を記録し、2013年公開の『Attarintiki Daredi』に抜かれるまで記録を維持した。
興行収入の50%以上はニザーム地域からの収益だった。また世界市場でも好評で、アメリカ・ニュージャージー州では3劇場での上映で15万ドルの収益を上げ、『Jalsa』の記録（10万ドル）を越えている。ニュージャージー州では公開2日間で10万2000ドル、バージニア州では9万5000ドルの収益を上げている。サンフランシスコ・ベイエリアでは7万8000ドルの収益を上げ、ミネアポリスでは2300枚のチケットを売り上げ、それまでのテルグ語映画の記録（1200枚）を更新した。世界市場の興行収入記録は、2011年公開の『Dookudu』に抜かれるまで維持した。

### 批評
ザ・ヒンドゥーのスレーシュ・クリシュナムーティは、「『マガディーラ 勇者転生』は、臆病な人や血塗れの光景が嫌いな人、ストーリーが現実に近い映画が好きな人向けのものではありません。しかし、ラージャマウリは物語を語ることに長けています。彼がフラッシュバックを使用した手法は、観客を過去と現在の400年間の旅に導く興味深いものです。残りのテクノロジー、創造性、想像力、イノベーションは観客の目を楽しませるために提示されます」と批評した。ザ・タイムズ・オブ・インディアのB・V・S・プラカーシュは、「いくつかの物語の失敗にもかかわらず、大きな話題になった準周期的叙事詩は期待に応えます。これまでのアクション中心の映画とは違い、ラージャマウリは心のこもったラブストーリーを豪華なキャンバスで描き、観客を感動させました」と批評し、「『Chirutha』では印象に残らない役だったラーム・チャランは勇敢な戦士として復活します。同様に、シンプルな恋人役で知られるカージャルは毅然とした王女に変身して感銘を与え、デヴ・ギルは無慈悲な悪役に相応しい演技をしました」と付け加え、3/5の星を与えた。
Oneインディアは、「S・S・ラージャマウリは『マガディーラ 勇者転生』のために素晴らしいラブストーリーを選び、400年前のラブストーリーにリンクさせます。彼は映画の中でエネルギーを充填し、グラフィック技術と現代技術を用いています」と批評した。Upperstall.comは、「『マガディーラ 勇者転生』は叙事詩ではなく、伝説でもなく、カルト映画でもありません。しかし、それは確かに奇抜で芸術的です。以前も言ったように、これは見なければいけません!見るべきなのです!」と批評している。

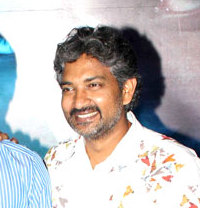
S・S・ラージャマウリ

Rediff.comのラディカ・ラージャマリは映画を「技術的に見事」と表現し、「輪廻の物語はテルグ語映画ではあまり見られませんが、S・S・ラージャマウリはラーム・チャランの2作目の映画『マガディーラ 勇者転生』のためにこのテーマを使用します。それは素晴らしい技術が用いられた傑作です。グラフィックスもテルグ語映画のために素晴らしい働きをしています。全体的に、この映画はパッケージングに優れた主流作品です」と批評し、3/5の星を与えた。Sifyは映画を「素晴らしいエンターテイナー」と呼び、「不気味なテーマ（輪廻）を背景に設定した『マガディーラ 勇者転生』はエンターテインメントの複数の陰がスクリーンに展開します。昨年映画が公開された時、ラージャマウリはあえて物語の核心を明らかにしました。彼は脚本やナレーションへの興味を最初から最後まで維持することができたので、彼の試みは成功しました。要するに、この映画はテルグ語映画の観客が最近観たベストな商業的要素がいくつも含まれています」と批評した。IndiaGlitzは、「映画は多くの理由から特別な評価を得ていますが、その中でも物語の壮大さと素晴らしい技術が注目されています」と批評した。一方で、「ラージャマウリは『グラディエーター』『トロイ』『THE MYTH/神話』『300 〈スリーハンドレッド〉』のシーンを切り出しただけ」という批判も見られる。

### 受賞・ノミネート
| 映画賞                                  | 部門                       | 対象                                        | 結果       | 出典  |
| --------------------------------------- | -------------------------- | ------------------------------------------- | ---------- | ----- |
| 第57回国家映画賞                        | 特殊効果賞                 | R・C・カマルカンナン                        | 受賞       | [ 3 ] |
| 第57回国家映画賞                        | 振付賞                     | K・シヴァサンカール                         | 受賞       | [ 3 ] |
| 第57回フィルムフェア賞 南インド映画部門 | 作品賞                     | マガディーラ 勇者転生                       | 受賞       | [ 4 ] |
| 第57回フィルムフェア賞 南インド映画部門 | 監督賞                     | S・S・ラージャマウリ                        | 受賞       | [ 4 ] |
| 第57回フィルムフェア賞 南インド映画部門 | 主演男優賞                 | ラーム・チャラン                            | 受賞       | [ 4 ] |
| 第57回フィルムフェア賞 南インド映画部門 | 主演女優賞                 | カージャル・アグルワール                    | ノミネート | [ 4 ] |
| 第57回フィルムフェア賞 南インド映画部門 | 助演男優賞                 | シュリハリ                                  | ノミネート | [ 4 ] |
| 第57回フィルムフェア賞 南インド映画部門 | 音楽監督賞                 | M・M・キーラヴァーニ                        | 受賞       | [ 4 ] |
| 第57回フィルムフェア賞 南インド映画部門 | 撮影賞                     | K・K・センティル・クマール                  | 受賞       | [ 4 ] |
| 第57回フィルムフェア賞 南インド映画部門 | 作詞家賞                   | チャンドラボース                            | ノミネート | [ 4 ] |
| 第57回フィルムフェア賞 南インド映画部門 | 男性プレイバックシンガー賞 | アヌージ・グルワラ（「Panchadara Bomma」）  | 受賞       | [ 4 ] |
| 第57回フィルムフェア賞 南インド映画部門 | 女性プレイバックシンガー賞 | ニキータ・ニガム（「Dheera Dheera」）       | ノミネート | [ 4 ] |
| ナンディ賞                              | 大衆長編映画賞             | マガディーラ 勇者転生                       | 受賞       | [ 5 ] |
| ナンディ賞                              | 監督賞                     | S・S・ラージャマウリ                        | 受賞       | [ 5 ] |
| ナンディ賞                              | 編集賞                     | コータギリ・ヴェンカテーシュワラ・ラーウ    | 受賞       | [ 5 ] |
| ナンディ賞                              | 美術監督賞                 | R・ラヴィンダール                           | 受賞       | [ 5 ] |
| ナンディ賞                              | 振付賞                     | K・シヴァサンカール                         | 受賞       | [ 5 ] |
| ナンディ賞                              | 衣装デザイン賞             | ラーマ・ラージャマウリ                      | 受賞       | [ 5 ] |
| ナンディ賞                              | 音響賞                     | ラダクリシュナ                              | 受賞       | [ 5 ] |
| ナンディ賞                              | 特殊効果賞                 | R・C・カマルカンナン                        | 受賞       | [ 5 ] |
| ナンディ賞                              | 審査員特別賞               | ラーム・チャラン                            | 受賞       | [ 5 ] |
| CineMAA賞                               | 作品賞                     | アッル・アラヴィンド                        | 受賞       | [ 6 ] |
| CineMAA賞                               | プロデューサー賞           | アッル・アラヴィンド                        | 受賞       | [ 6 ] |
| CineMAA賞                               | 監督賞                     | S・S・ラージャマウリ                        | 受賞       | [ 6 ] |
| CineMAA賞                               | 主演男優賞                 | ラーム・チャラン                            | 受賞       | [ 6 ] |
| CineMAA賞                               | 振付賞                     | プレム・ラクシータ（「Bangaru Kodipitta」） | 受賞       | [ 6 ] |
| CineMAA賞                               | 作詞家賞                   | チャンドラボース                            | 受賞       | [ 6 ] |
| CineMAA賞                               | 編集賞                     | コータギリ・ヴェンカテーシュワラ・ラーウ    | 受賞       | [ 6 ] |
| CineMAA賞                               | 美術監督賞                 | R・ラヴィンダール                           | 受賞       | [ 6 ] |
| CineMAA賞                               | 男性プレイバックシンガー賞 | アヌージ・グルワラ（「Panchadara Bomma」）  | 受賞       | [ 6 ] |
| CineMAA賞                               | 女性プレイバックシンガー賞 | ニキータ・ニガム（「Dheera Dheera」）       | 受賞       | [ 6 ] |

## トラブル

### フィルムの紛失
2008年11月下旬、ラモジ・フィルムシティでの撮影の際、2-3シークエンスが撮影されていた46平方メートル分のフィルム缶が紛失する事故が起き、警察に被害届を提出した。スタッフは警備員と共にフィルム缶を探すが、発見することができなかった。ラージャマウリは、紛失したフィルム缶に収録されているシーンは重要なシーンではなく、またクロマキー処理が未完成のため、仮に映像が流出しても問題はないと語っている。後に紛失した映像がインターネット上に流出したが、犯人は不明のままである。この紛失事件について、一部のスタッフの間では「映画の宣伝を目的とした製作側の自作自演ではないか」と噂された。

### 劇場での事故
2009年8月9日、ワランガル・カジペットの劇場で学生2人が死亡、15人が負傷する事故が起きた。劇場では上映が終わり帰ろうとする観客とチケットを求める人々が数百人集まり混雑しており、誤って配線を掴んだ人がいたためショートして感電事故が発生した。事故の発生を受け、アーンドラ・プラデーシュ州政府大臣ボトサ・サティヤナラヤーナは、全ての劇場の安全が確認されるまでヴィジャヤナガラムでの『マガディーラ 勇者転生』の上映を禁止した。これに対し、チャランやチランジーヴィのファンたちが劇場前で上映を求めてデモを起こす騒ぎが発生した。

### 盗作騒動
作詞家ヴァンガパンドゥ・プラサード・ラオは、彼が40歳のころに作詞したフォークソング「Em Pillado Eldamostavaa」が、『マガディーラ 勇者転生』の劇中歌「Jorsey」として盗作されたと主張した。彼の主張に同調したPDSUやPOW、PYLの活動家はニザーマーバードのアショーカ70mm劇場前で「Jorsey」の削除を求める抗議デモを行い、「この歌はラオが40代のころにスリカクラム農民蜂起のために書いたものだが、映画の猥褻なデュエットのために悪用された。映画で許可なく使用された描写により、歌に書かれた革命の精神が破られた」と主張し、製作側にラオへの謝罪を要求した。また、ラオがアッル・アラヴィンドに対して500万ルピーの賠償金を請求していると報道された。
公開175日後には小説家P・P・チャリーが、映画が1998年に刊行した月刊誌で執筆した小説『Chanderi』に基いて描かれたものだと主張し、アイディアを無断使用されたことに対する損害賠償を要求した。また、製作側が賠償を拒否または別言語で映画をリメイクした場合は法的措置を取ると警告した。

## 反響
映画の成功により、ヒロイン役のカージャルはテルグ語映画界のスター女優の一人と見なされるようになった。また、主演のチャランのキャリアにとっても転換点になったと言われている。さらにシュリハリが演じたシェール・カーンは、彼のキャリアの中で最も優れた役の一つと評価され、ラージャマウリも映画の成功によって人気監督の仲間入りを果たした。悪役を演じたギルも知名度を上げ、これ以降複数の南インド映画で悪役として起用されるようになった。脚本家ゴピモハンによると、『マガディーラ 勇者転生』に影響を受けた社会的ファンタジー、スピリチュアルな題材をテーマにした作品（『Panchakshari』『Nagavalli』『Anaganaga O Dheerudu』『Mangala』『Sri Rama Rajyam』『Uu Kodathara? Ulikki Padathara?』）が相次いで製作されたという。
撮影終了後、撮影に使用された刀剣などの小道具は映画アーティスト協会から競売に出されている。競売には俳優、専門家、一般市民が招待され、収益はテルグ語映画界の貧しいアーティストを援助するために活用された。このうち、俳優シヴァージ・ラージャはチャランが使用した剣を5万ルピーで入札し、コメディアンのヴェヌ・マダヴは盾を2万5,000ルピーで入札し、B・V・S・N・プラサードは剣とナイフを10万ルピーで入札している。競売は2010年5月7日から16日にかけて行われ、20日に落札者が発表された。
プロデューサーのタマレッディ・バラドワージャは、「『Arundhati』と『マガディーラ 勇者転生』の興行的成功により、テルグ語映画界はこの歩みに続くようになりました。現在、プロデューサーたちの間には大予算の神話映画を作ろうとする不合理な流れが生まれています。それは、映画に費用を支出することを誇れる唯一のジャンルですが、これが失敗するとプロデューサーへの打撃は厳しいものになるということを彼らは分かっていません。戦士を主人公として作られたファンタジー映画のうち、『Anaganaga O Dheerudu』『Shakti』は興行的に失敗し、『Badrinath』は平均的な結果に終わっています」と語っている。

## ソフト化
『マガディーラ 勇者転生』はテルグ語映画として初めてBlu-ray化された。リリース情報が発表された際、アーンドラ・プラデーシュ州にはBlu-rayデバイスが2,500台しか存在しなかったため、Blu-ray化を躊躇する声が出た。アッル・シリシュは「このビジョンを私たちと共有するのは、アーンドラ・プラデーシュ州最大のホームビデオ・レーベルであるシュリ・バラージ・ビデオでした。私たちは共に『マガディーラ 勇者転生』のBlu-ray化を望みました。シュリ・バラージ・ビデオは2008年に『King』をBlu-ray化していますが、それは海外市場向けのみでした。『マガディーラ 勇者転生』は特典ディスクを追加してインドでリリースされる最初のBlu-rayになります」と語っている。
プレス向けの情報ではDVDは2010年3月の第3週に発売され、Blu-rayは2週間後に発売とされていた。2010年2月27日にマリオット・ホテルで発売記念イベントが開催され、キーラヴァーニからジャーナリストのパスプリティ・ラマラオにDVDが手渡された。3月5日にNTSCビデオ・フォーマット、ドルビーデジタル5.1サラウンドでDVDが発売され、4月13日にBlu-rayが発売された。

## リメイク
ボリウッドでリメイクが企画されたが、チャランはリメイクが成功するか疑問に感じ、リメイク作への出演を辞退した。彼はザ・タイムズ・オブ・インディアのインタビューで、「私がアニル・カプールに会った際、彼は私に"あなたと共にボニー・カプールに『マガディーラ 勇者転生』をヒンディー語でリメイクするように頼むつもりだ"と語りました。しかし、私はリメイクをしたいのか分からないと言いました。『マガディーラ 勇者転生』はリメイク不可能な愛しい映画です」と語っている。2014年にはラージ・チャクラボルティーが監督し、デーヴとミニ・チャクラボルティーが主演を務めたベンガル語リメイク作『Yoddha – The Warrior』が公開された。同年には、本作にインスパイアされたカンナダ語映画『Brahma』が公開された